# Rue Chanoinesse
La rue Chanoinesse est une rue de l’île de la Cité, en plein cœur de Paris, dans le 4e arrondissement.

## Situation et accès

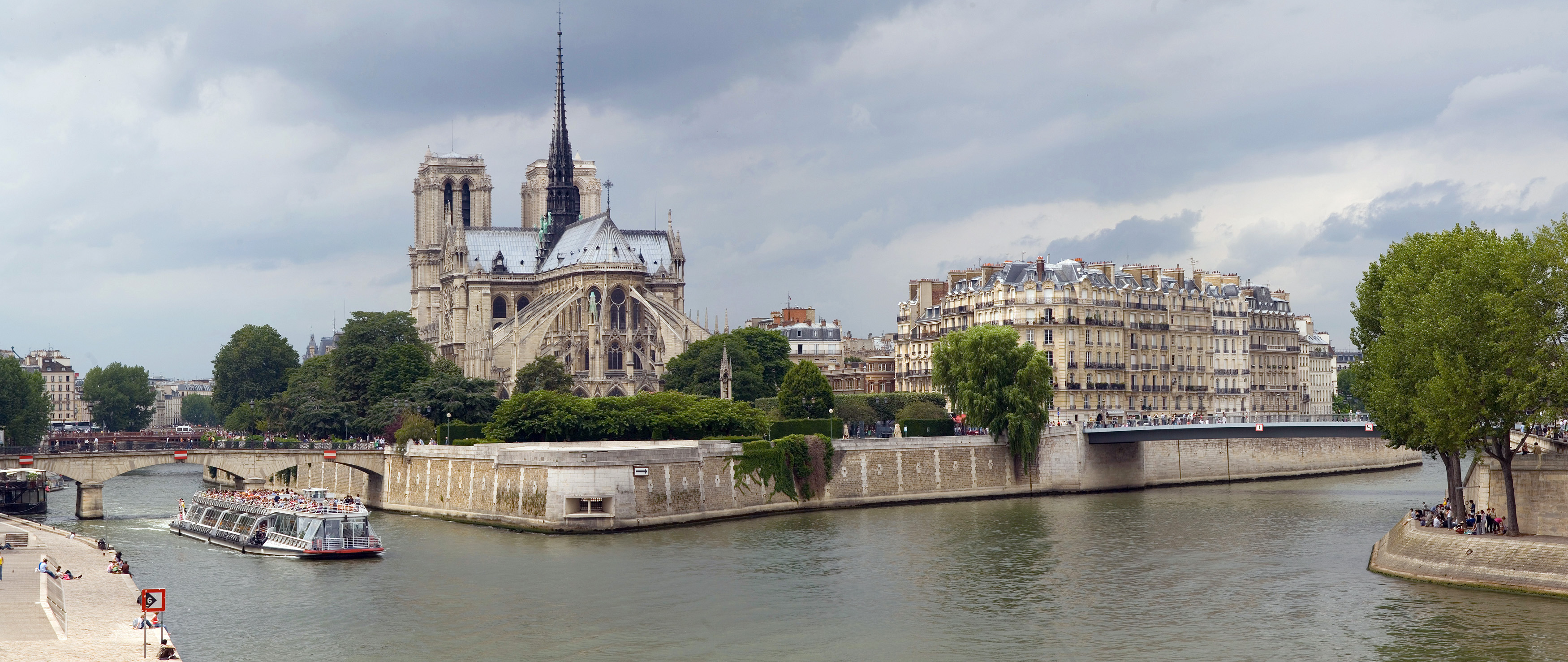
Entre la cathédrale et la Seine, le quartier du cloître Notre-Dame, traversé par la rue Chanoinesse.

Située sur la pointe est de l'île de la Cité qui fait face à l'île Saint-Louis, la rue doit son nom aux nombreux chanoines qui l'ont habitée. Ces membres du clergé étaient attachés au service de la cathédrale Notre-Dame à proximité. Une maison de chanoine construite en 1512 est toujours visible au no 24.
La rue Chanoinesse était la principale artère du cloître Notre-Dame, quartier délimité par l'église métropolitaine, l’Hôtel-Dieu et le fleuve, qui « formait comme une autre île, une autre cité, dans l’île de la Cité ».

## Origine du nom
Voisine de la cathédrale, elle porte ce nom en souvenir de l'habitation des Chanoines.

## Historique

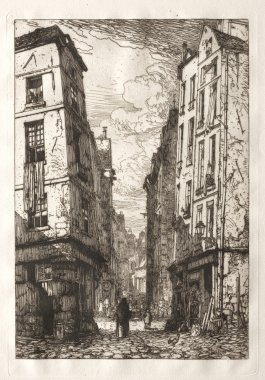
Section de l'ancienne rue des Marmousets, absorbée en 1874 par la rue Chanoinesse, gravure de Maxime Lalanne (années 1860).

La rue Chanoinesse date de l'époque carolingienne. Au Moyen Âge, l'accès au cloître Notre-Dame, contrôlé par quatre portes que l'on fermait la nuit, était interdit aux personnes étrangères à la communauté des chanoines et notamment aux femmes. Cet « enclos canonial » était constitué de propriétés exemptées d’impôt en vertu d’un édit de Charlemagne. Les nobles ont obtenu au XVe siècle le droit de louer les maisons des chanoines, avec pour bénéfices l'immunité face à la justice du roi et l’exemption fiscale.
L'actuelle rue Chanoinesse a un temps porté, entre la rue de la Colombe et la rue d'Arcole, le nom de « rue des Marmousets » (laquelle ne doit être confondue avec l'actuelle rue homonyme située dans le 13e arrondissement) ou en 1387, l'affaire de la rue des Marmousets s'y serait déroulée à l'angle de la rue des Deux-Hermites.
La porte Marmouset, qui était encore visible en 1791, s'élevait à l'angle de la rue de la Colombe.
Une anecdote remontant au XIe siècle illustre l'indépendance du cloître vis-à-vis de l'autorité royale : « Louis, fils du roi Philippe Ier, avait fait abattre, de son autorité, partie d'une maison de cette rue des Marmousets près de la porte du cloître qui appartenait au chanoine Duranci : elle saillait trop à son gré et rendait peut-être le passage incommode. Le chapitre de Notre-Dame réclama en invoquant ses privilèges et immunités. Louis reconnut son tort, promit de ne plus rien attenter de semblable et consentit à payer l'amende qui fut fixée d'un commun accord. »
Au XVIIIe siècle, ont été découvertes des pierres tombales provenant probablement des nombreuses églises du quartier aujourd'hui disparues. Ces pierres aux inscriptions en partie effacées ont été utilisées pour daller la cour du 26. Ce numéro abrite également les restes de la nef de l'ancienne chapelle Saint-Aignan fondée en 1120.
Des vestiges du mur d'enceinte de Lutèce ont été trouvés rue Chanoinesse à la fin du XIXe siècle.
Une tour haute d'une quinzaine de mètres, appelée « tour Dagobert », qui s'élevait au numéro 20, aurait servi de fanal à l'ancien port Saint-Landry. Elle a été détruite en 1909.
Le 2 avril 1918, durant la Première Guerre mondiale, un obus lancé par la Grosse Bertha explose au no 3 rue Chanoinesse.
En 2021, un bâtiment de la rue continue d'accueillir les six chapelains de Notre-Dame, des bureaux et des salles de réunion pour le personnel de la cathédrale.

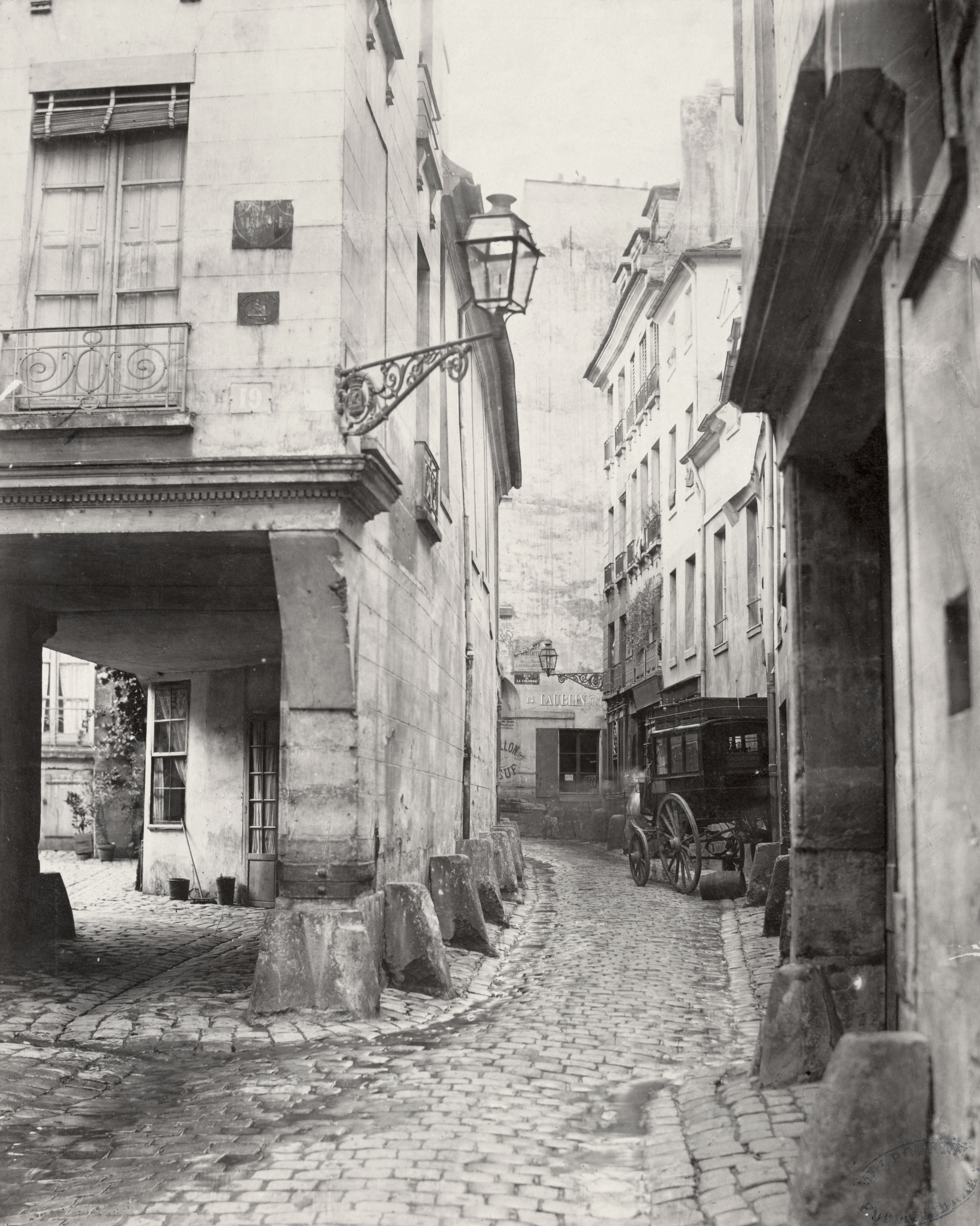
Photo de Charles Marville (entre 1853 et 1870).
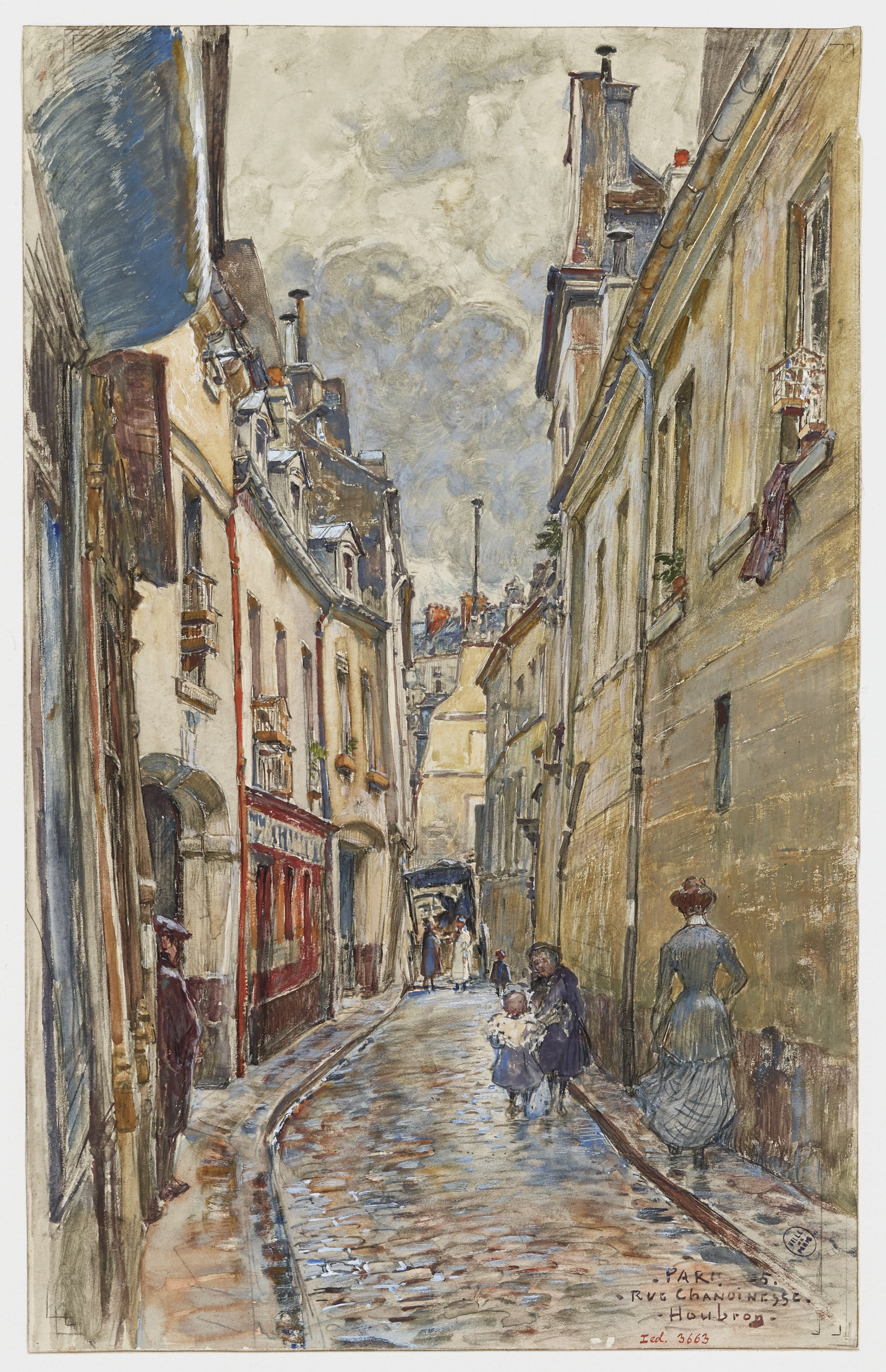
La rue en 1905 (dessin de Frédéric Houbron).
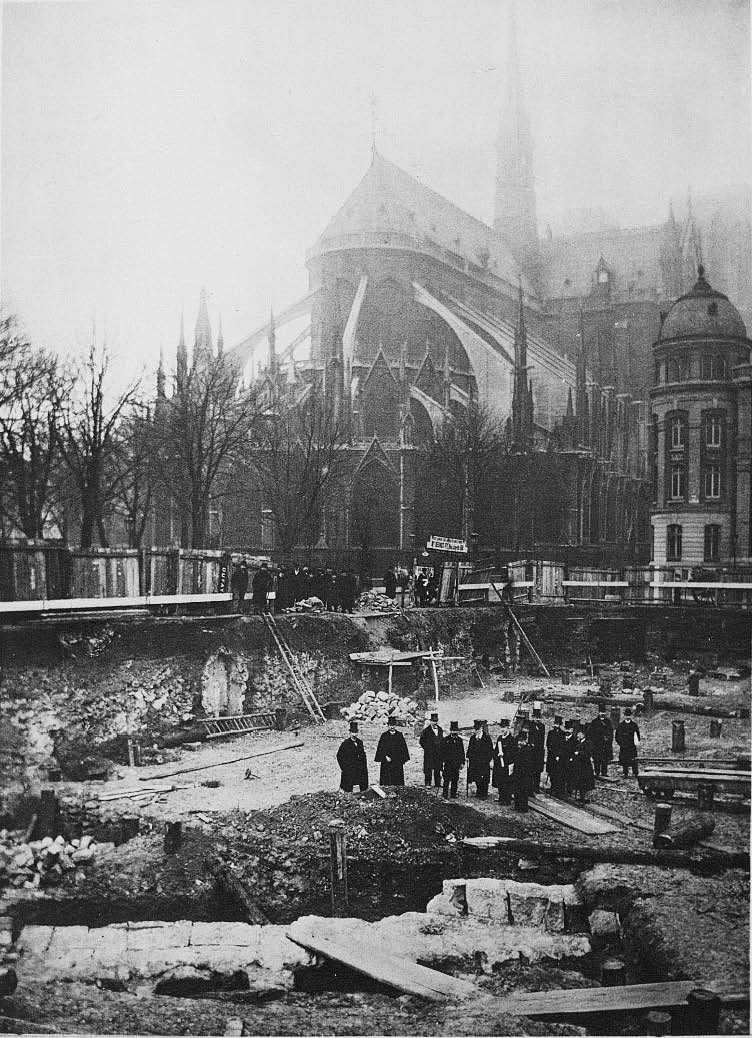
Découverte de l'enceinte de Lutèce lors de travaux (1898).
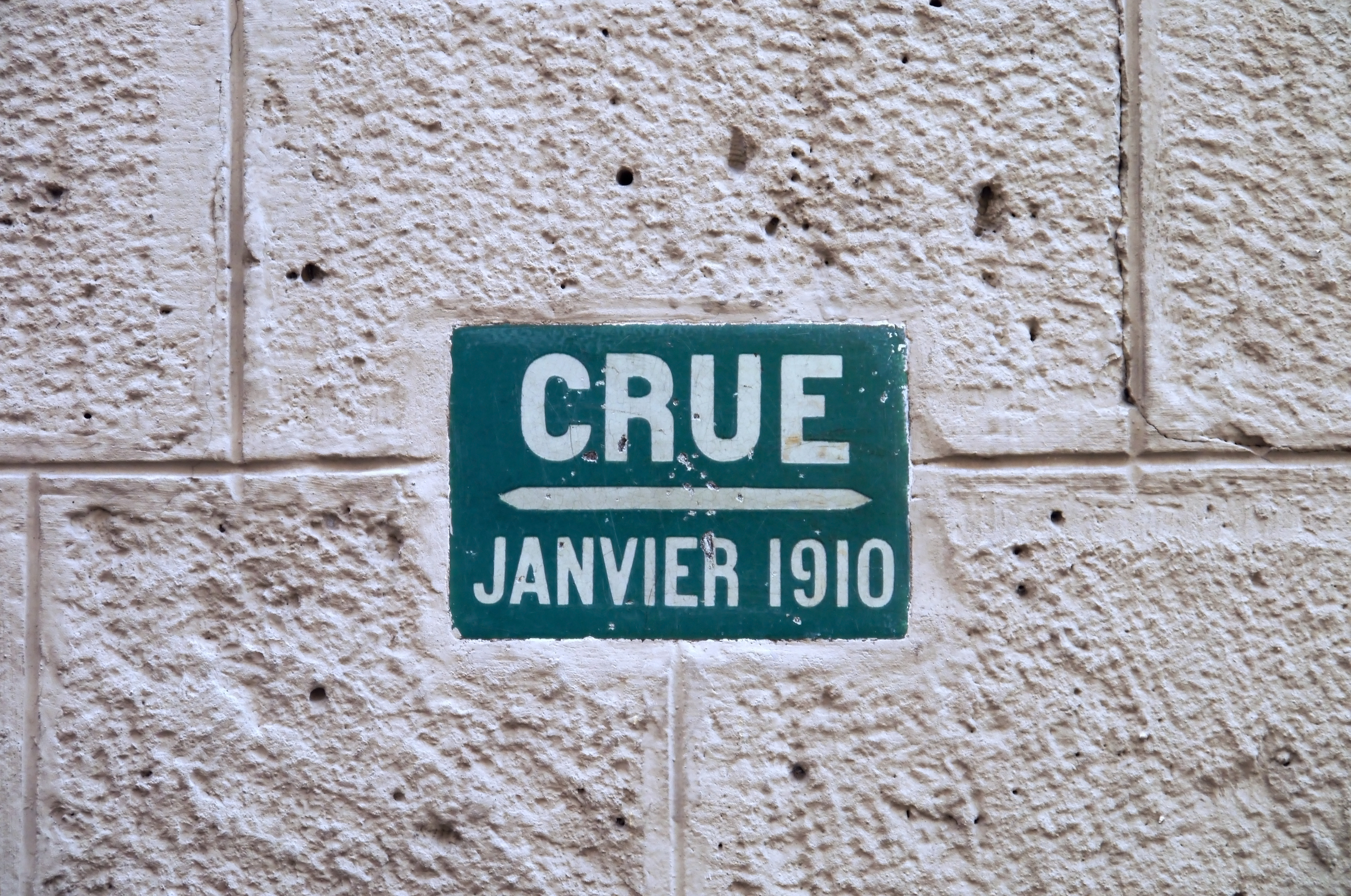
Indicateur du niveau de la crue de la Seine de 1910.
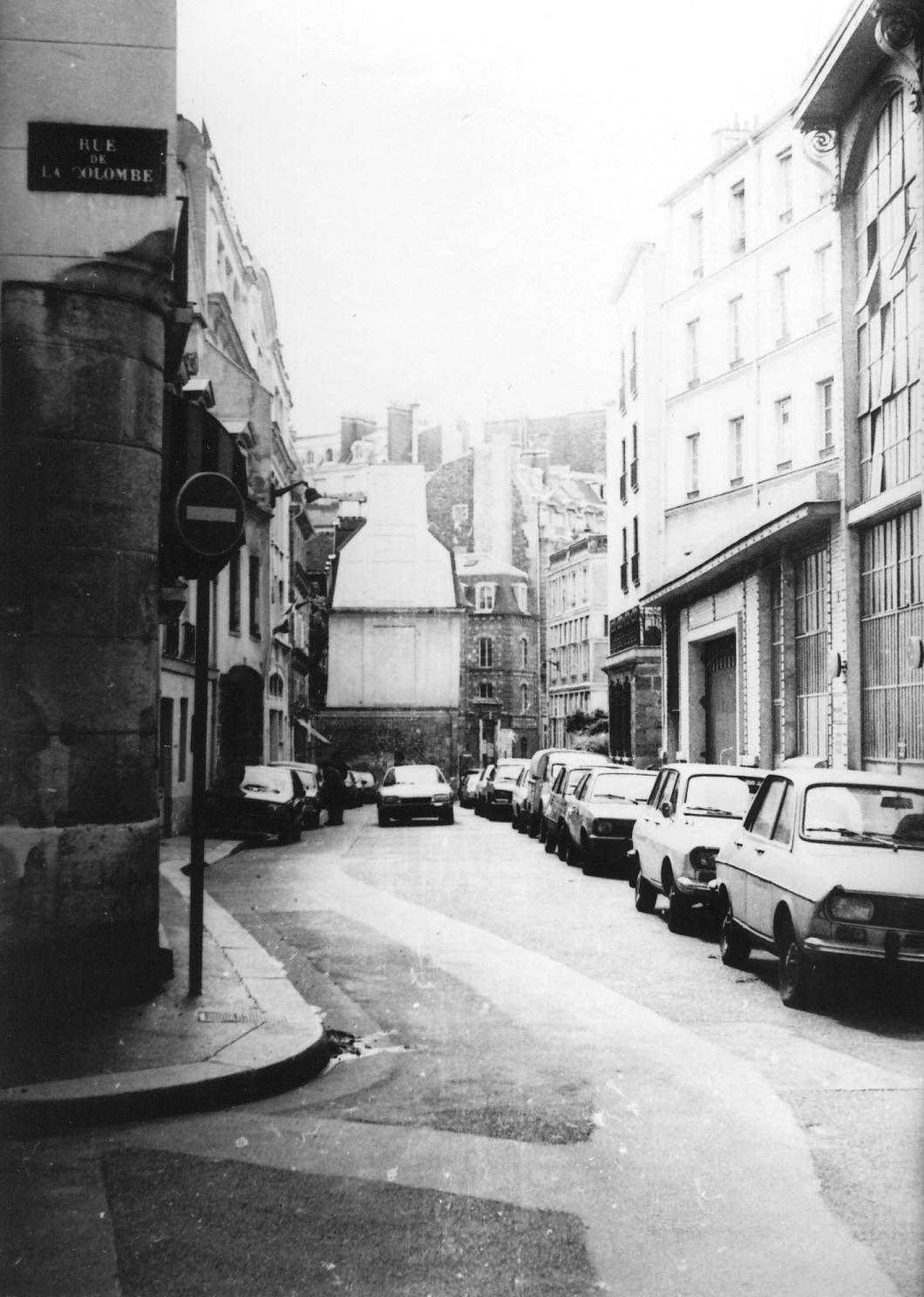
La rue en 1981.

## Bâtiments remarquables et lieux de mémoire

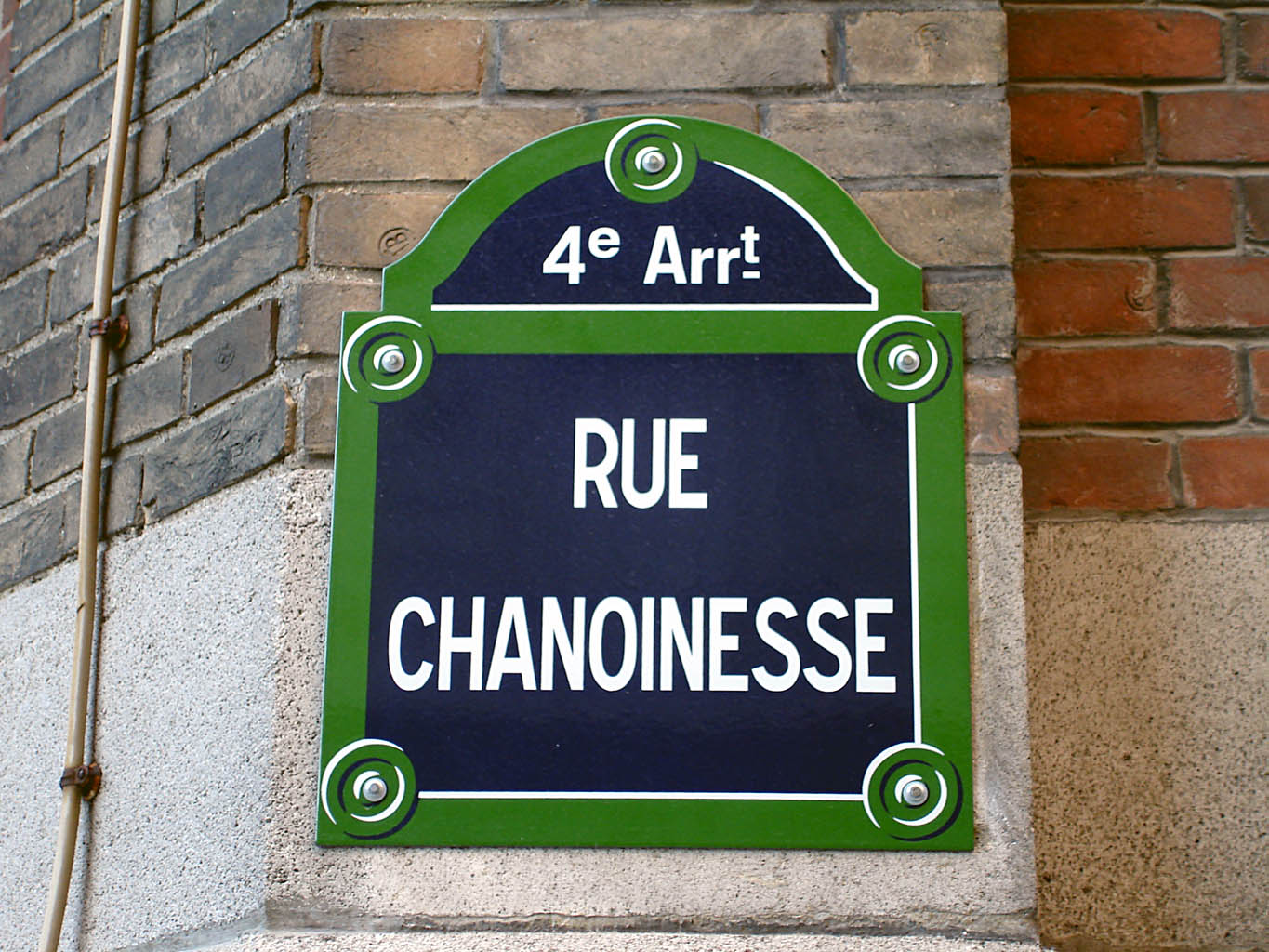
Plaque de la rue Chanoinesse.

Un certain nombre de personnages illustres, notamment des clercs, prêtres ou hommes de lettres, ont marqué la rue de leur empreinte.

### Au croisement avec la rue du Cloître-Notre-Dame
Anciennes dépendances du BHV et doté de deux tourelles d'angle surmontées d'un dôme en façade de la rue du Cloître-Notre-Dame, un immeuble a été réalisé en 1893 par l'architecte Ernest Papinot. De nos jours, il accueille la fondation Louis-Lépine, soit les services sociaux de la préfecture de police toute proche,.

### Numéro 8
Le no 8 abrite les locaux parisiens de l'École nationale de la magistrature (ENM) qui s'étendent jusque sur le quai aux Fleurs bordant la Seine. Le bâtiment qui est de couleur rouge brique date de 1853, est de style romantique avec de typiques lucarnes, des détails moyenâgeux et des décors polychromes en façade. Il a été occupé jusqu’en 1868 par l’état-major des pompiers.

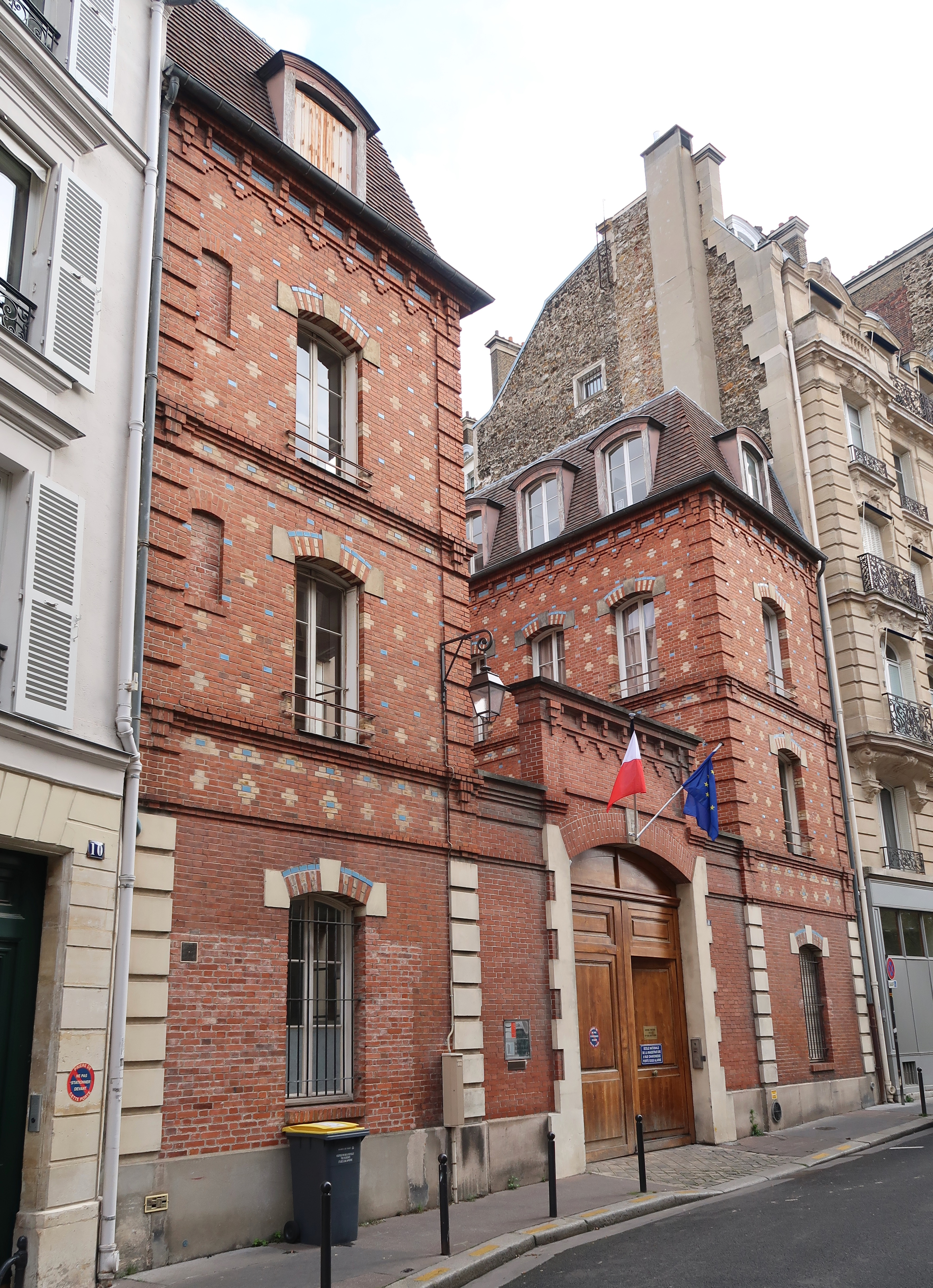
Les locaux parisiens de l'École nationale de la magistrature (ENM).

### Numéro 10

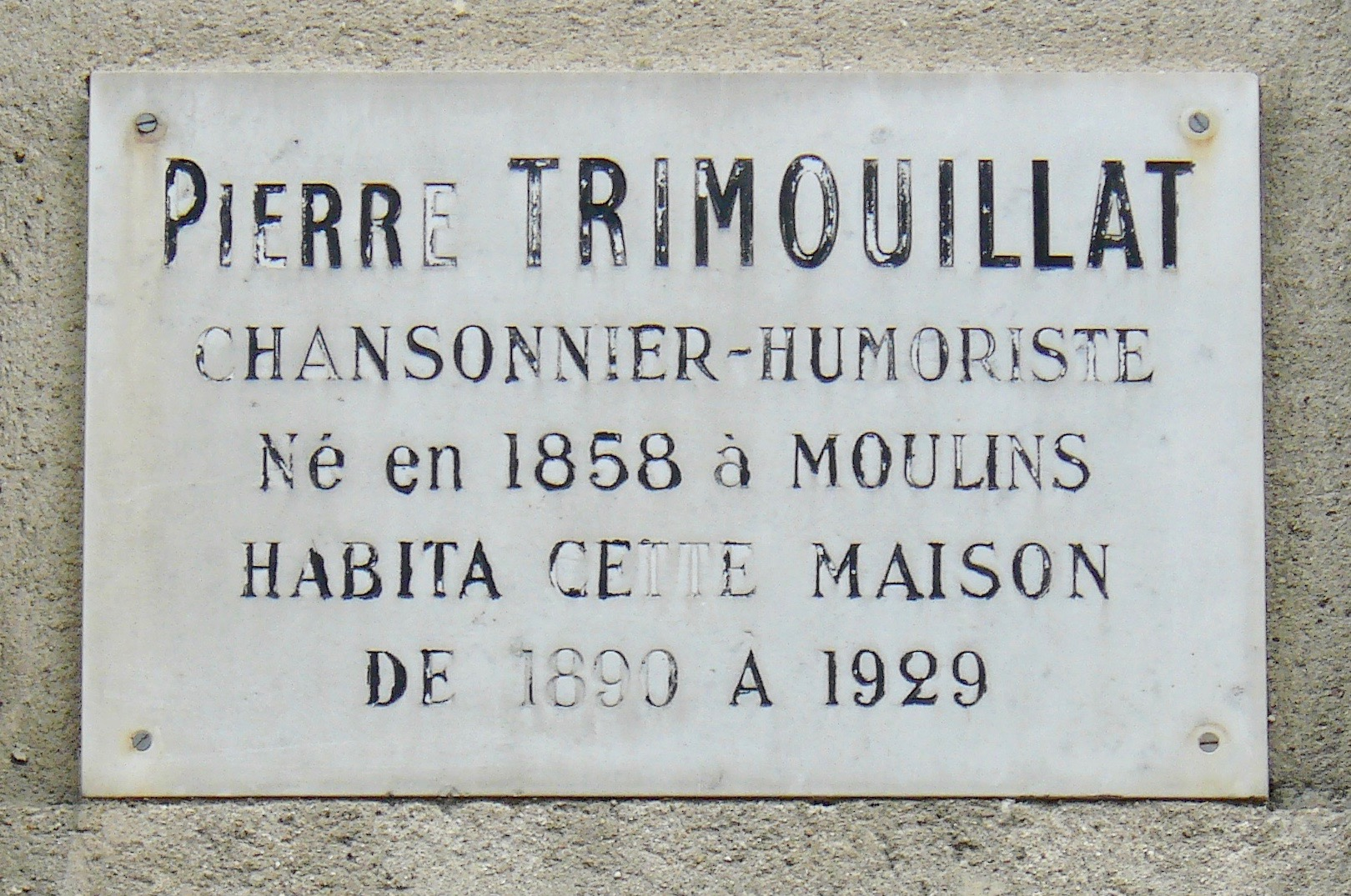
Plaque au no 10.

Au XIIe siècle, l'emplacement du 10, rue Chanoinesse était occupé par la maison du chanoine Fulbert, qui donna pour précepteur à sa nièce Héloïse le philosophe Abélard. C'est du moins ce que l'on croyait au XIXe, sans doute par confusion avec la chapelle Saint-Aignan (cf. infra, no 24), construite en 1116 par un supposé autre oncle d'Héloïse, Étienne de Garlande, dont l'hôtel occupait toute cette partie du cloître Notre-Dame jusqu'au rempart. Fulbert, a-t-on découvert depuis, était en effet chanoine extra-muros, c'est-à-dire qu'il était affecté non au cloître Notre-Dame, qui servait d'école cathédrale, mais à l'hôpital des Pauvres, embryon de l'actuel Hôtel-Dieu.
Une plaque commémorative rappelle que le chansonnier Pierre Trimouillat y vécut de 1890 à 1929.

### Numéro 12
Il s'agit d'un ancien logis du XVIIe siècle, l'hôtel du Grand Chantre, dépendant du cloître du même nom. Au XXe siècle, la partie nord du no 12 a été louée à l’Aga Khan et à sa famille. Ce bâtiment abrite une construction médiévale, où on voit une cour intérieure avec un ancien puits. Pierres sculptées, lanternes décoratives, maisons à pan de bois, les vestiges ont conservé leur aspect médiéval, même si l'ensemble a été remanié au cours des années 1920.

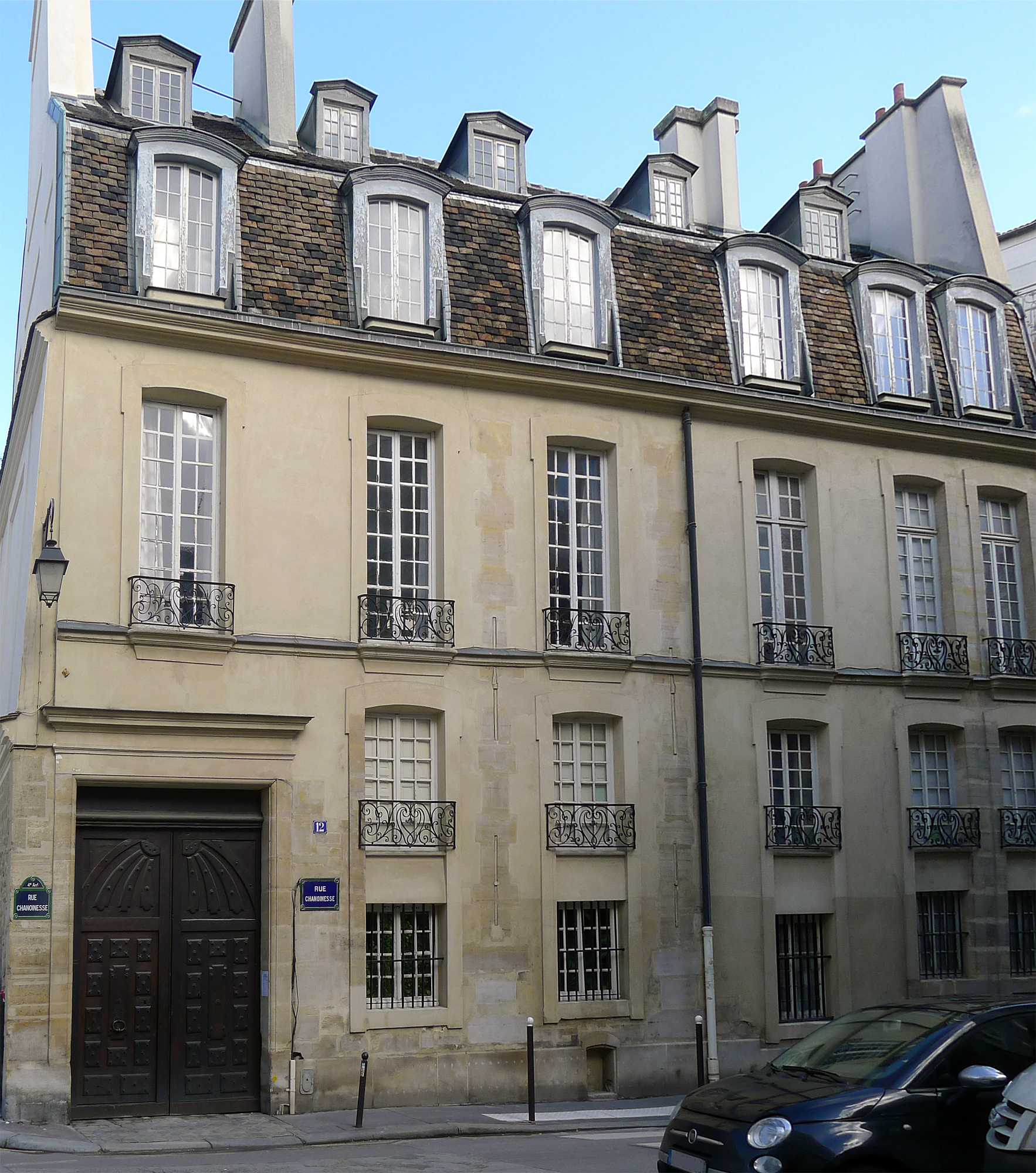
Vue générale du no 12.
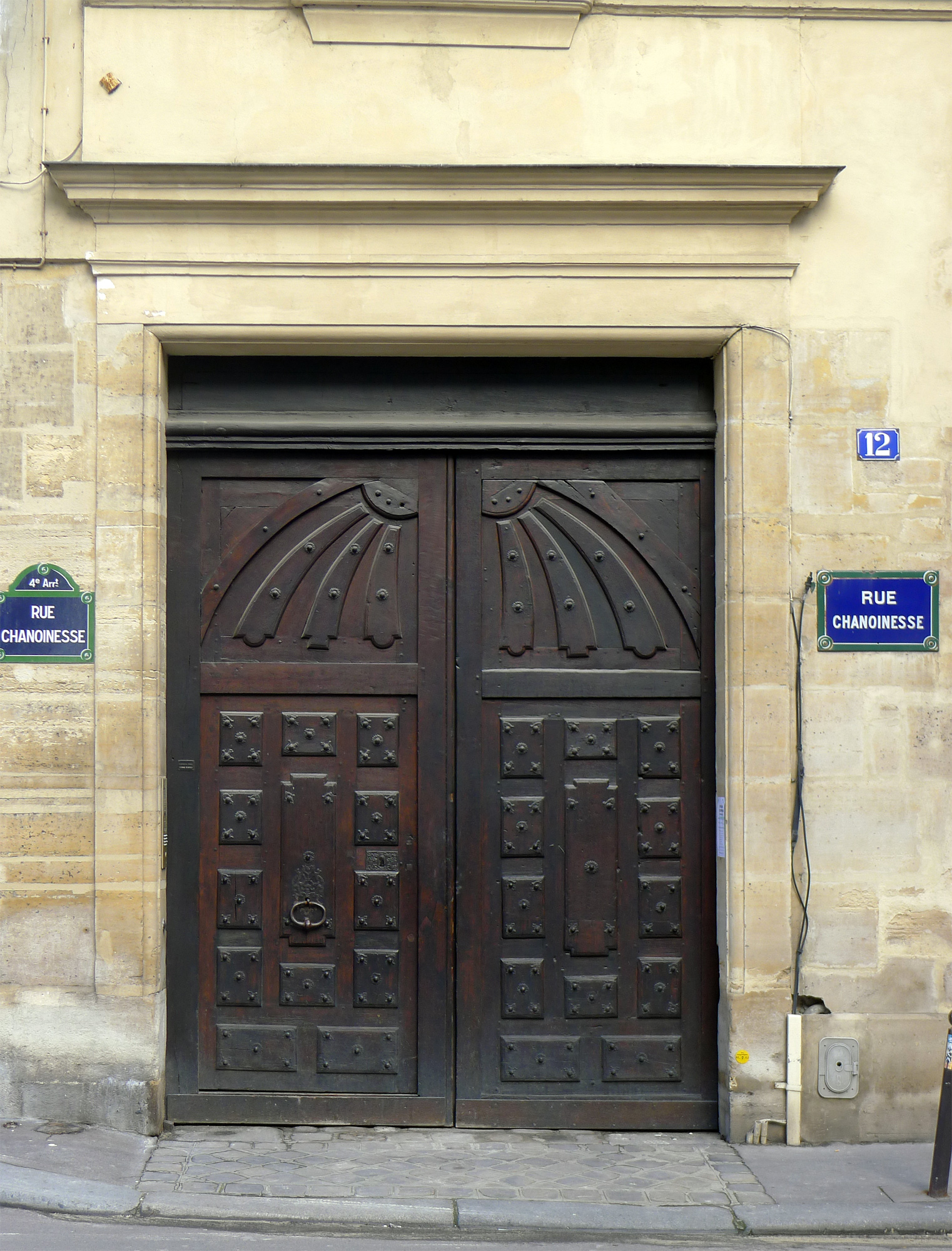
Porte du no 12.

### Numéro 14
Le médecin, biologiste et physiologiste Xavier Bichat est mort le 22 août 1802 au 14, rue Chanoinesse.

### Numéro 16
Entre 1673 et 1676, le dramaturge Jean Racine habite au deuxième étage de l’hôtel des Ursins, situé au numéro 7 de la rue du même nom, donnant sur le 16, rue Chanoinesse,.
L'écrivain Henri Bremond a vécu au numéro 16.
Le journaliste Hubert Beuve-Méry, fondateur du quotidien Le Monde, passa son enfance au 16, rue Chanoinesse.

### Numéro 17
Le cardinal de Retz, archevêque de Paris de 1654 à 1662, célèbre mémorialiste et homme politique qui fut le chef de l'opposition à Mazarin pendant la Fronde, aurait fait du 17, rue Chanoinesse son quartier général,,.
Le prédicateur Henri Lacordaire a vécu au numéro 17. L'intérieur conserve une belle cour du XVIIe siècle.

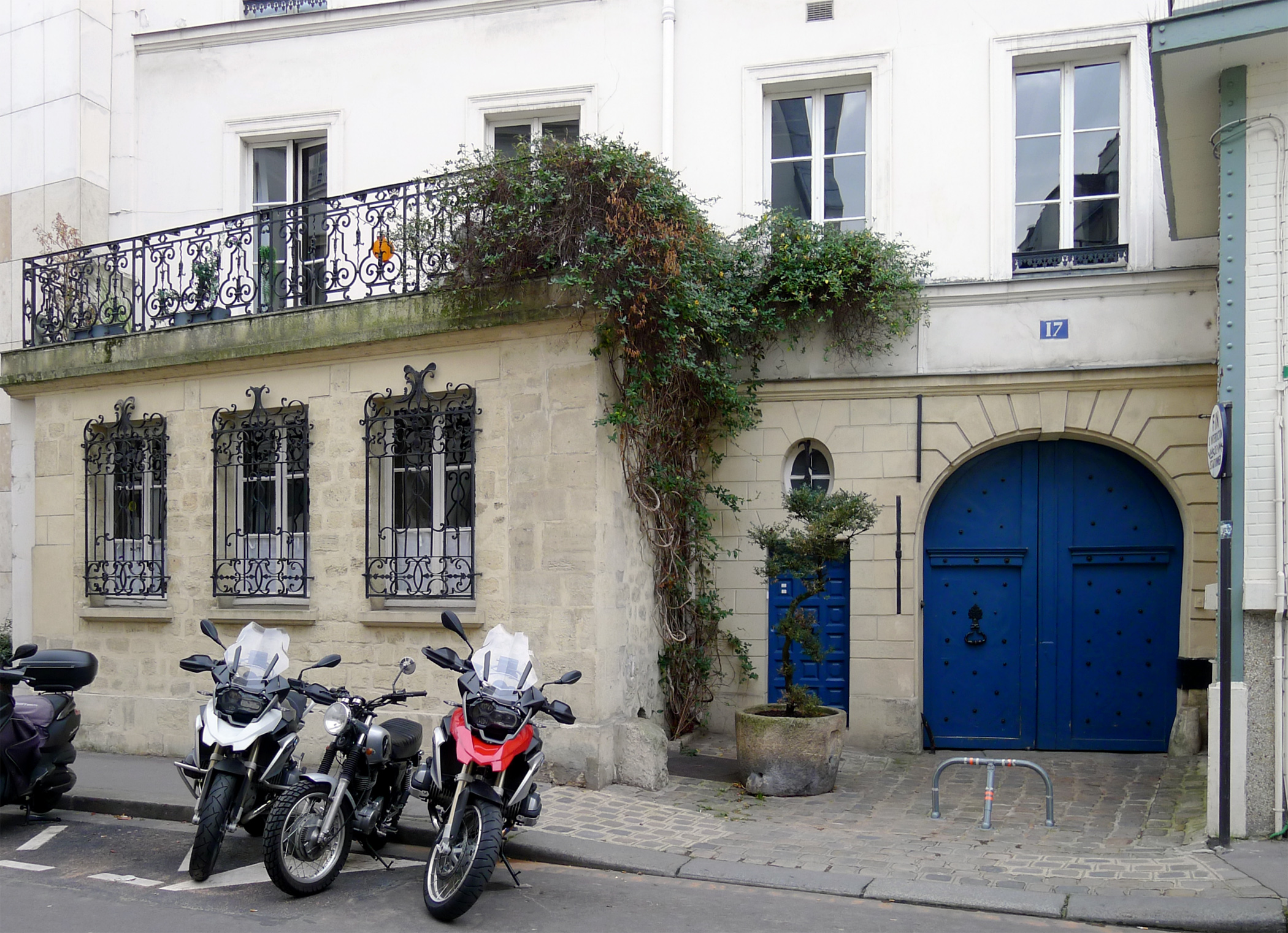
No 17.

### Numéros 18-20
À cet emplacement se trouvait la tour Dagobert, un édifice du XVe – XVIe siècle qu'aurait porté le fanal signalant le port Saint-Landry. Il fut abattu en 1908 pour la construction des entrepôts des frères Allez, gérants d'un grand magasin de quincaillerie au Châtelet. Depuis 1945, ils furent reconvertis pour accueillir la compagnie motocycliste de la Direction de l’ordre public et de la circulation et ses 250 motards. Rattachés organiquement à la préfecture de police dont le siège est tout proche, ce garage est partiellement souterrain. Il sert également de locaux administratifs et de vestiaires aux fonctionnaires de l'unité.

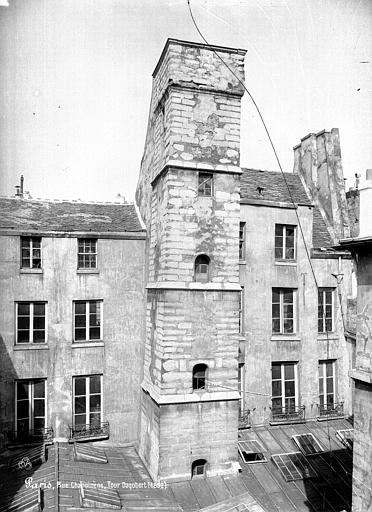
La tour Dagobert en 1892.
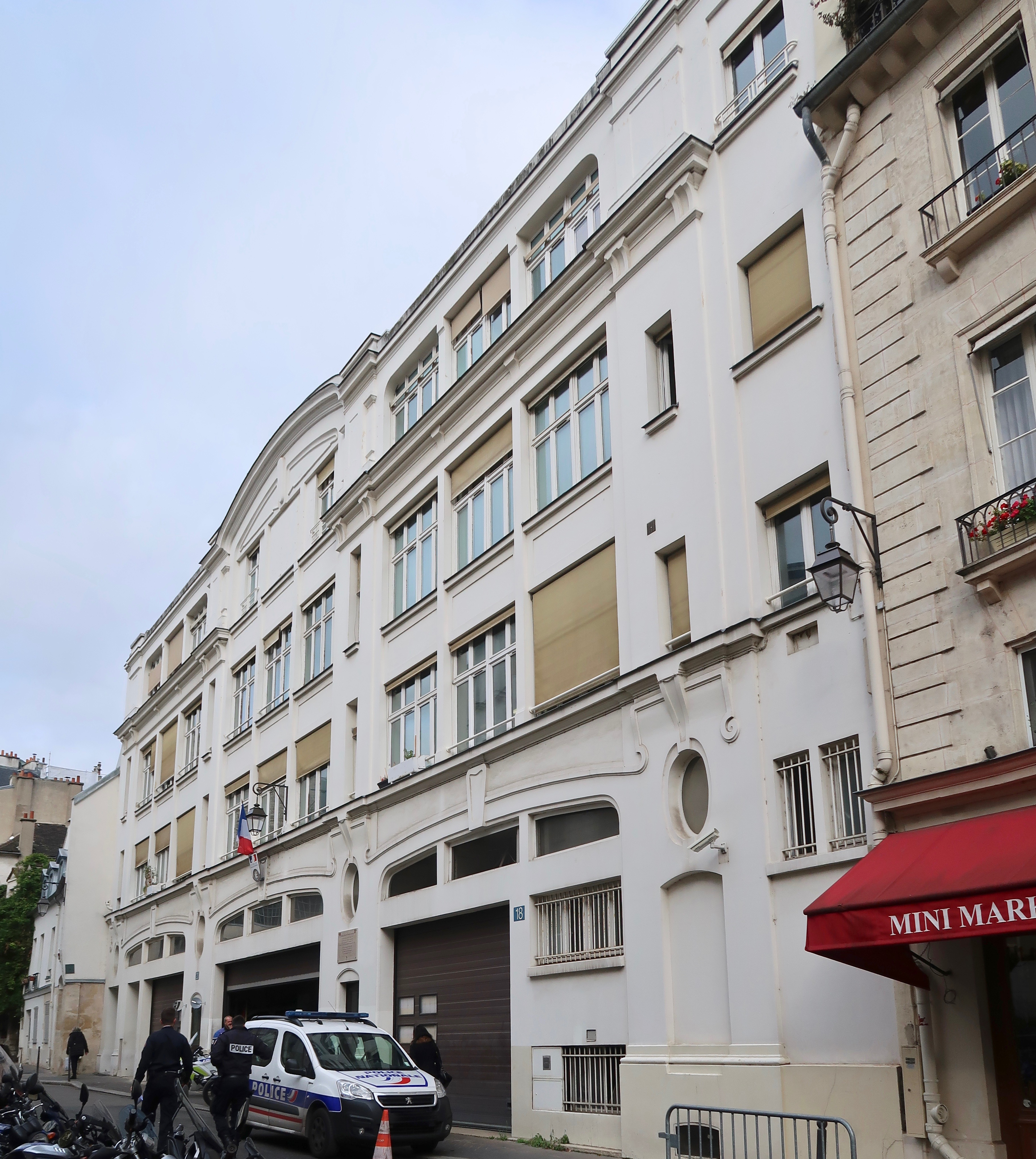
No 18-20.
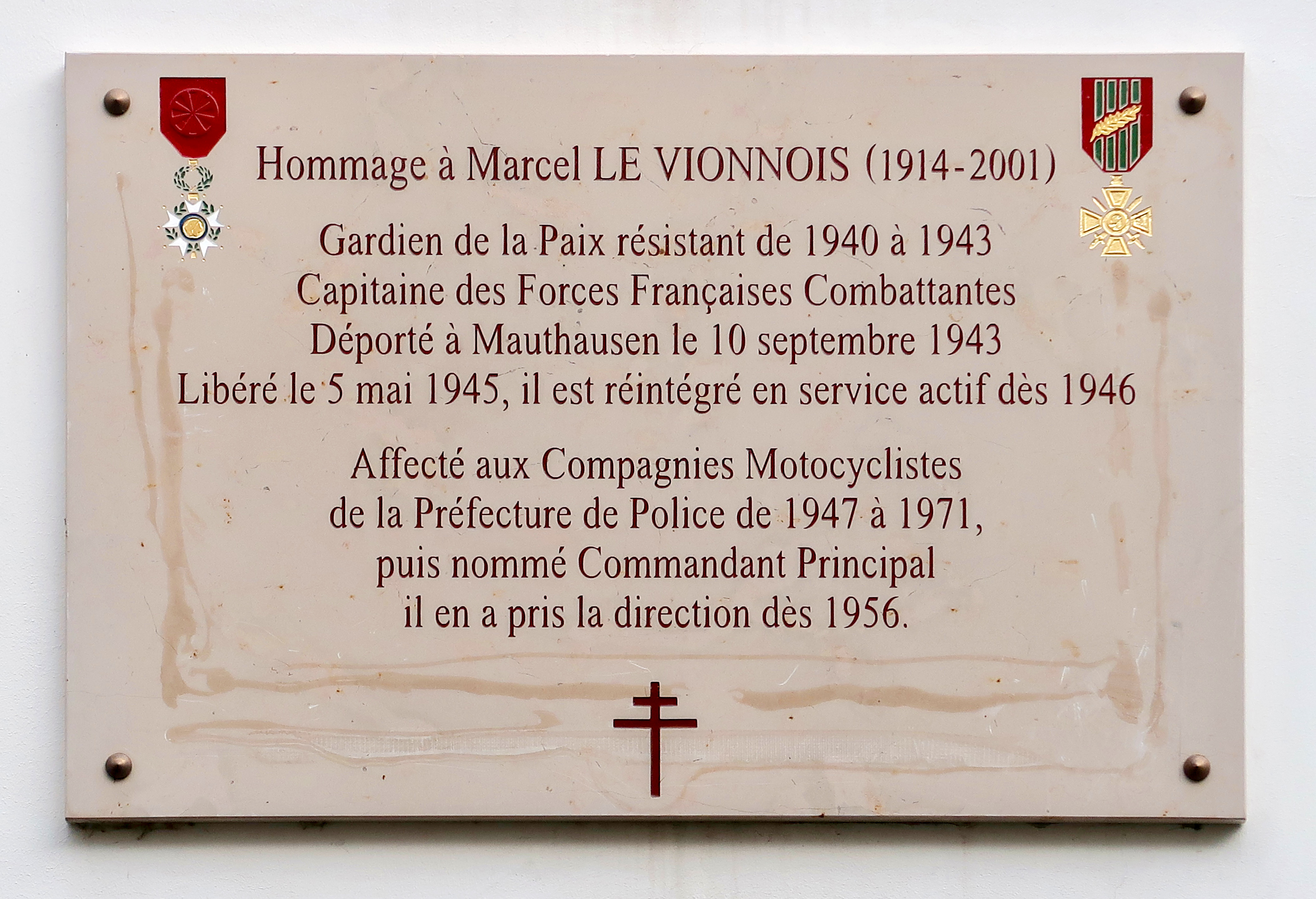
Plaque en hommage à Marcel Le Vionnois, résistant et ancien commandant de la compagnie motocycliste (installée en 2015).

### Numéro 19
Bâtiment industriel construit par Paul Friesé en 1908-1909 pour accueillir une sous-station électrique destinée à alimenter la nouvelle ligne 4 du métro de Paris, alors que le chantier de la station Cité est en cours. Les édifices qui se trouvaient sur ce terrain, propriété des frères Allez, sont détruits pour permettre la construction du nouveau bâtiment. La sous-station est mise en service en 1910 mais, devenue obsolète dans les années 1960 avec la modernisation des équipements électriques, elle est reconvertie par la RATP en service technique,.

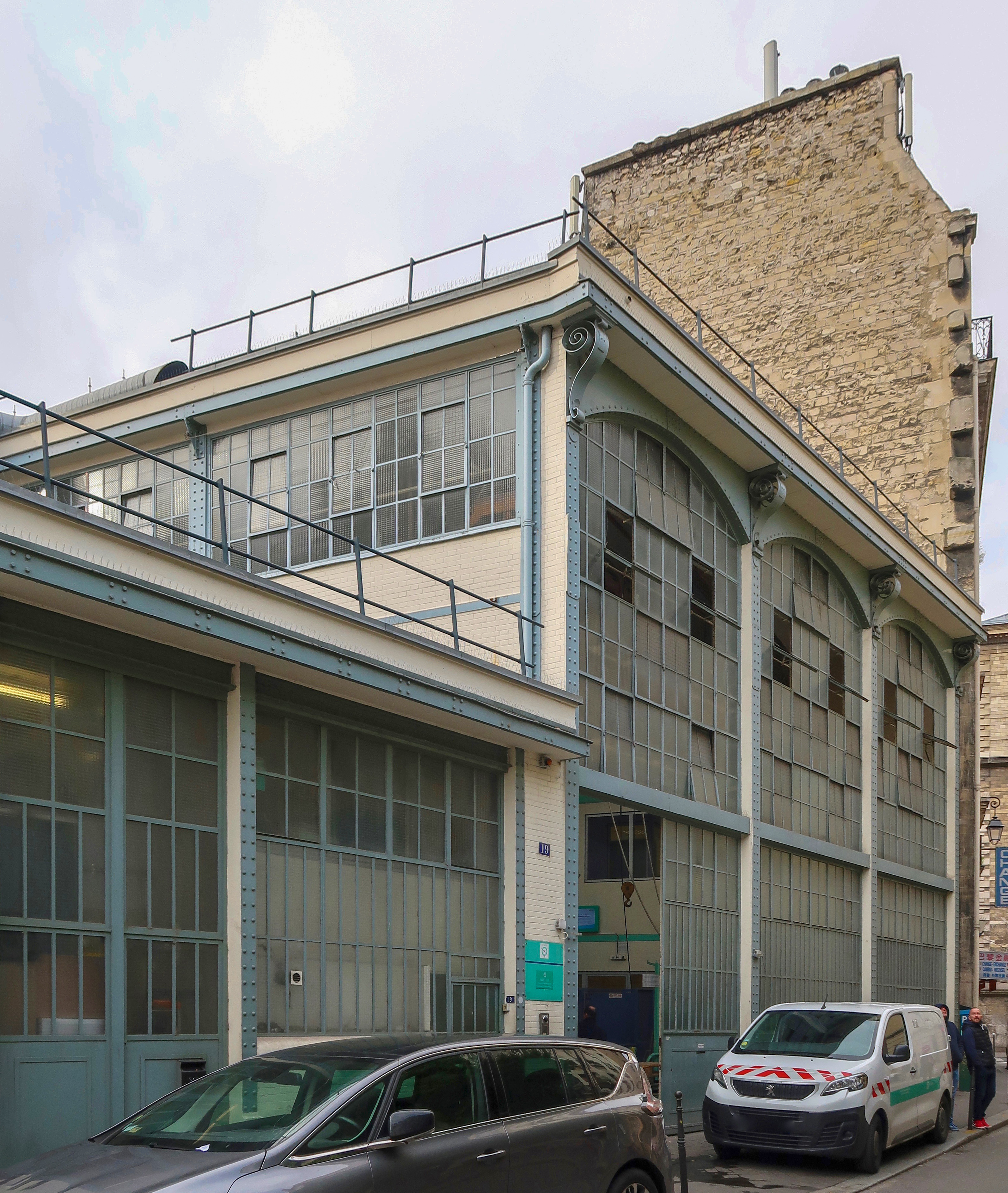
Bâtiment industriel au no 19.
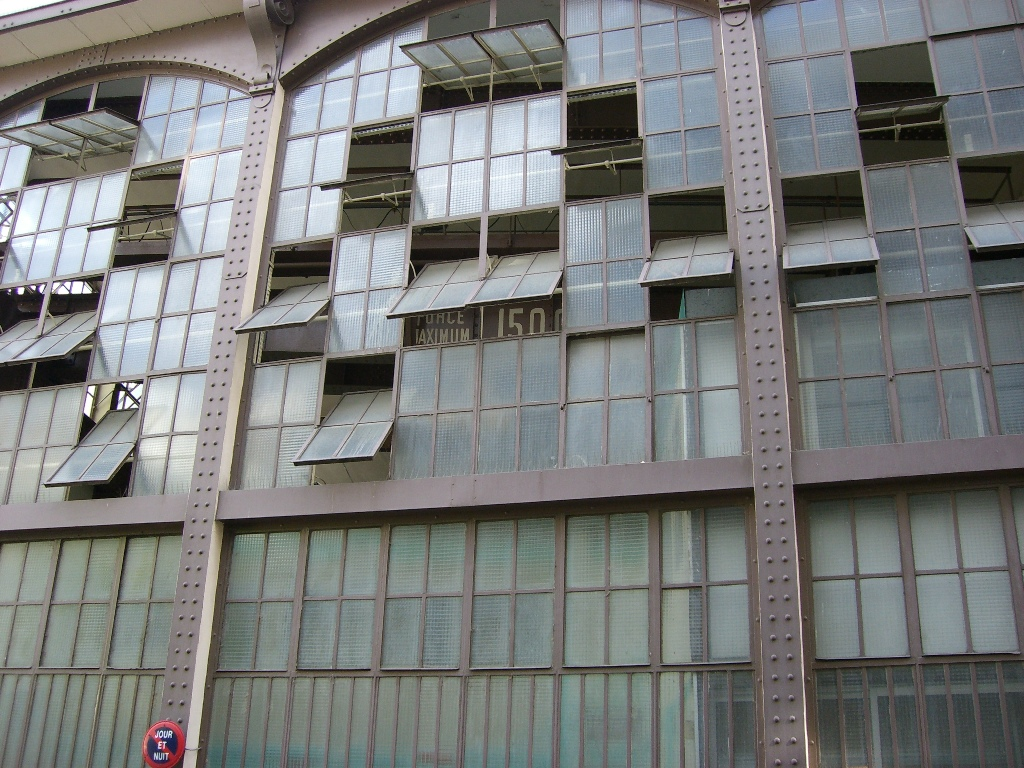
Détail.

### Numéros 22-24
Emplacement des boutiques du barbier et du patissier qui furent incriminés dans l'affaire de la rue des Marmousets.

### Numéro 24
L'immeuble du 24, rue Chanoinesse est composé de deux bâtiments faisant l'objet à des titres divers d'un classement aux monuments historiques : à gauche, une devanture et une grille de débit de boisson et, à droite, un second bloc dont l'une des cours intérieures renferme des vestiges de l'ancienne chapelle Saint-Aignan.

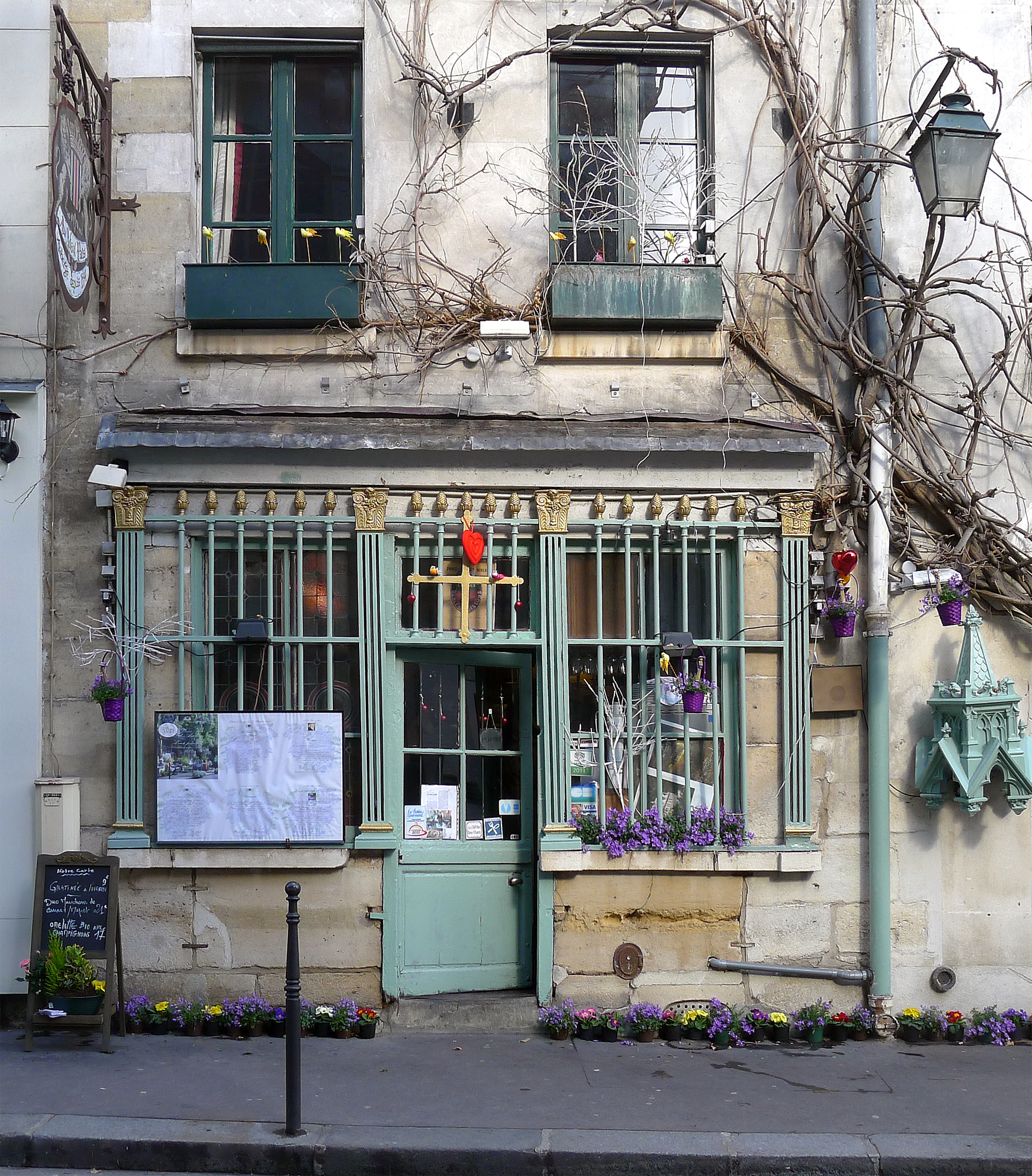
Le no 24, bloc de gauche (M.H. PA00086255).
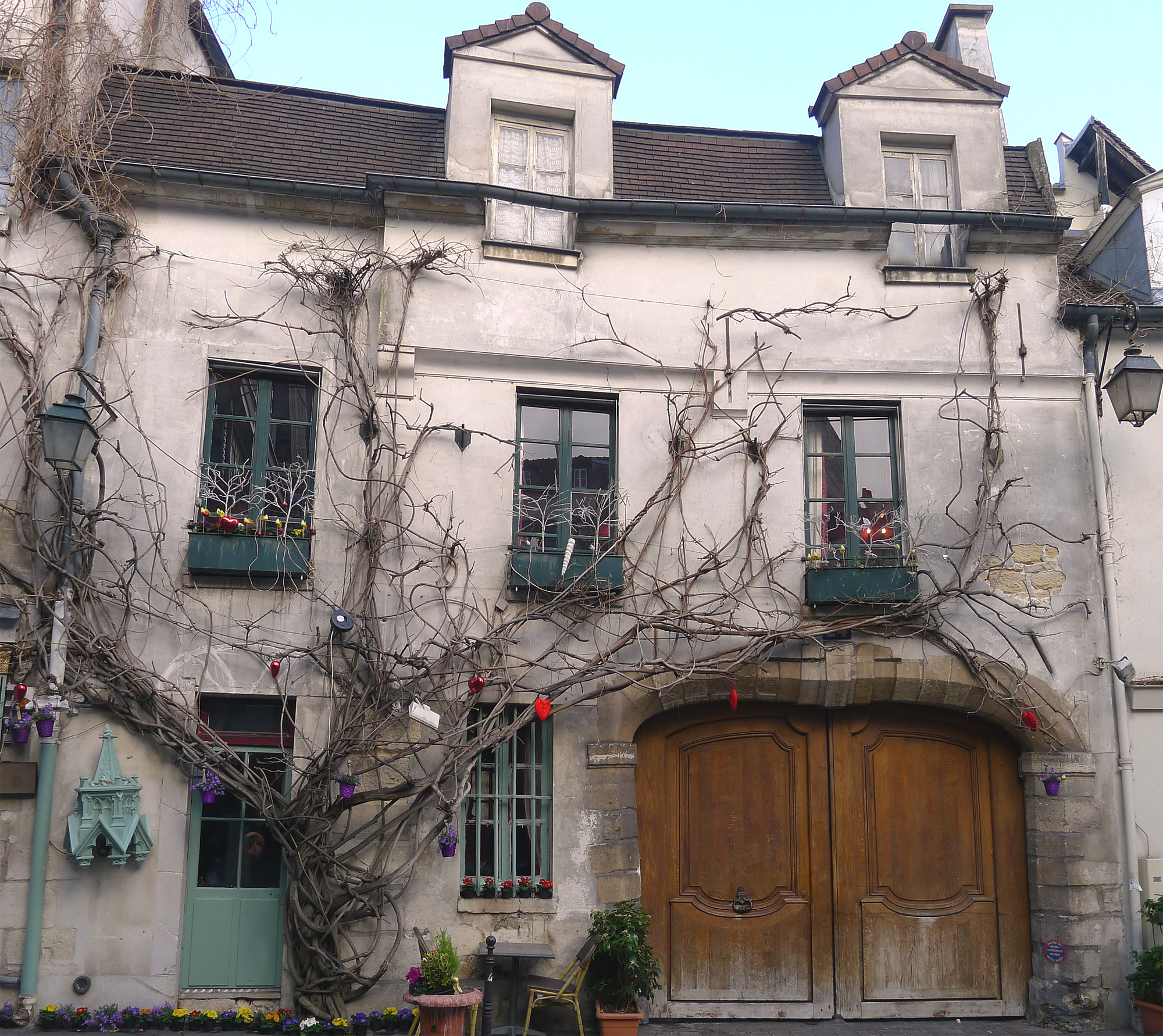
Le no 24, bloc de droite.
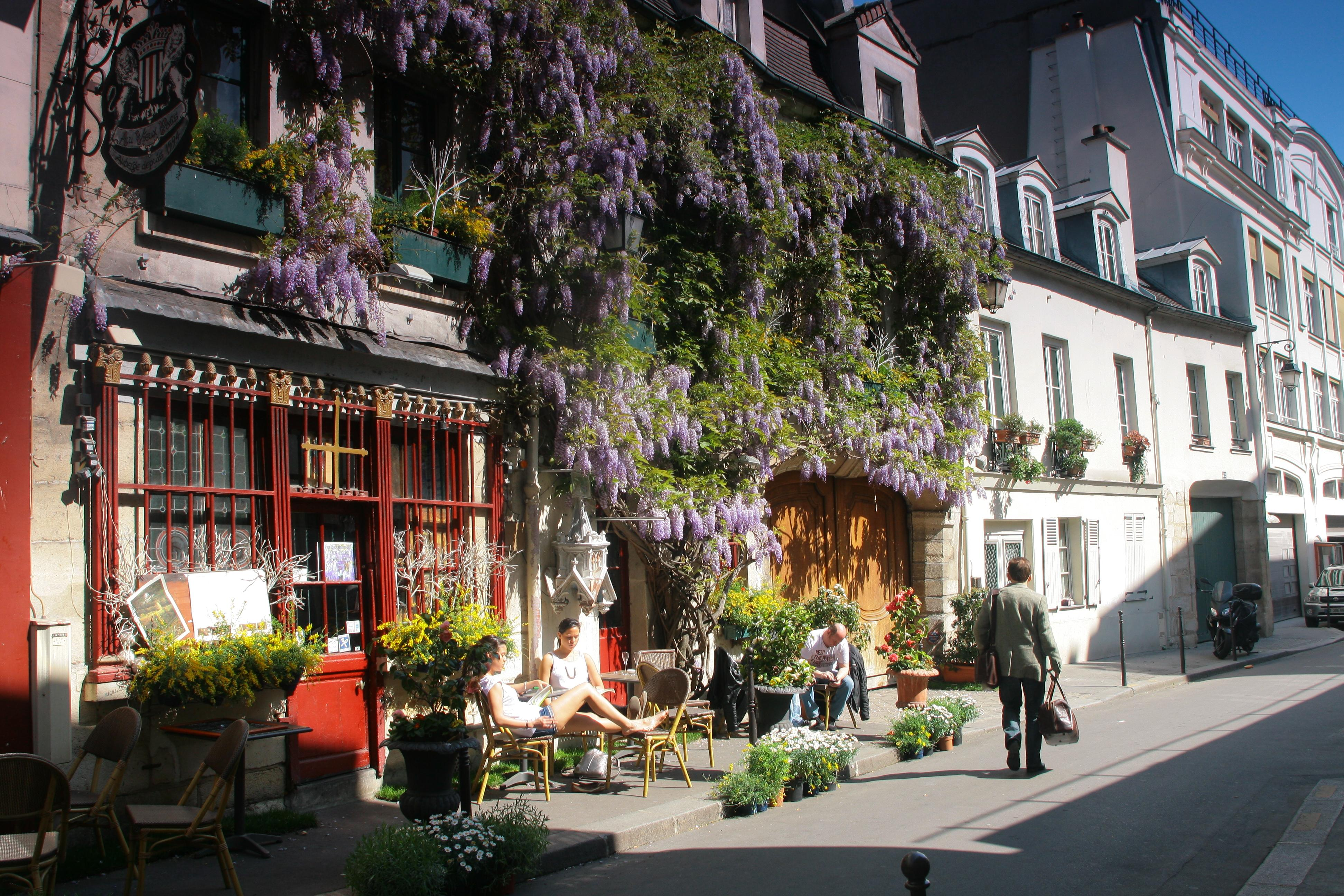
Autre vue.
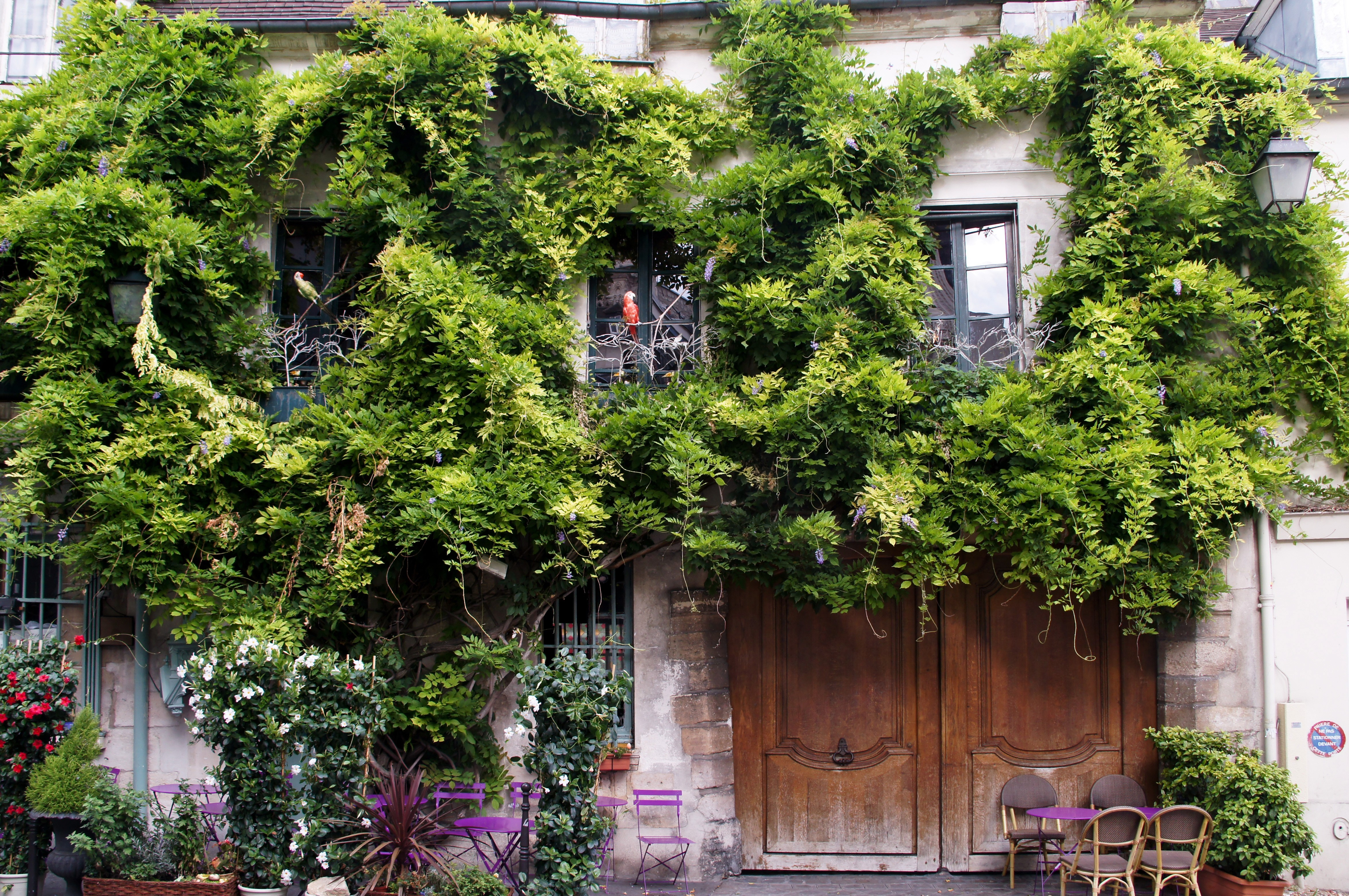
Végétation luxuriante.

### Numéro 26
Ancien passage menant à la rue des Ursins. Le sol est partiellement constitué de dalles funéraires provenant d’églises de la Cité et du couvent des Jacobins .

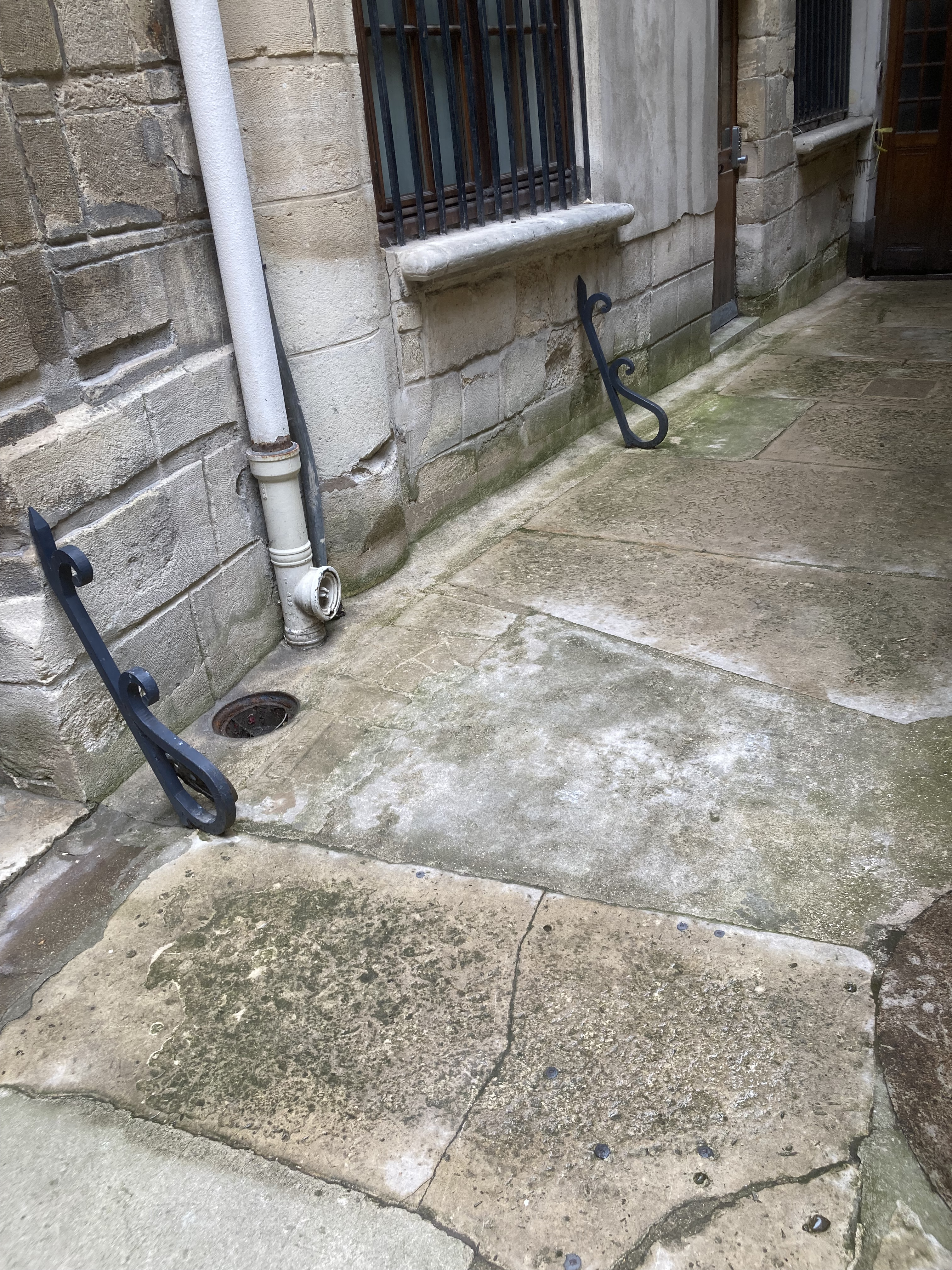
Dalles funéraires.
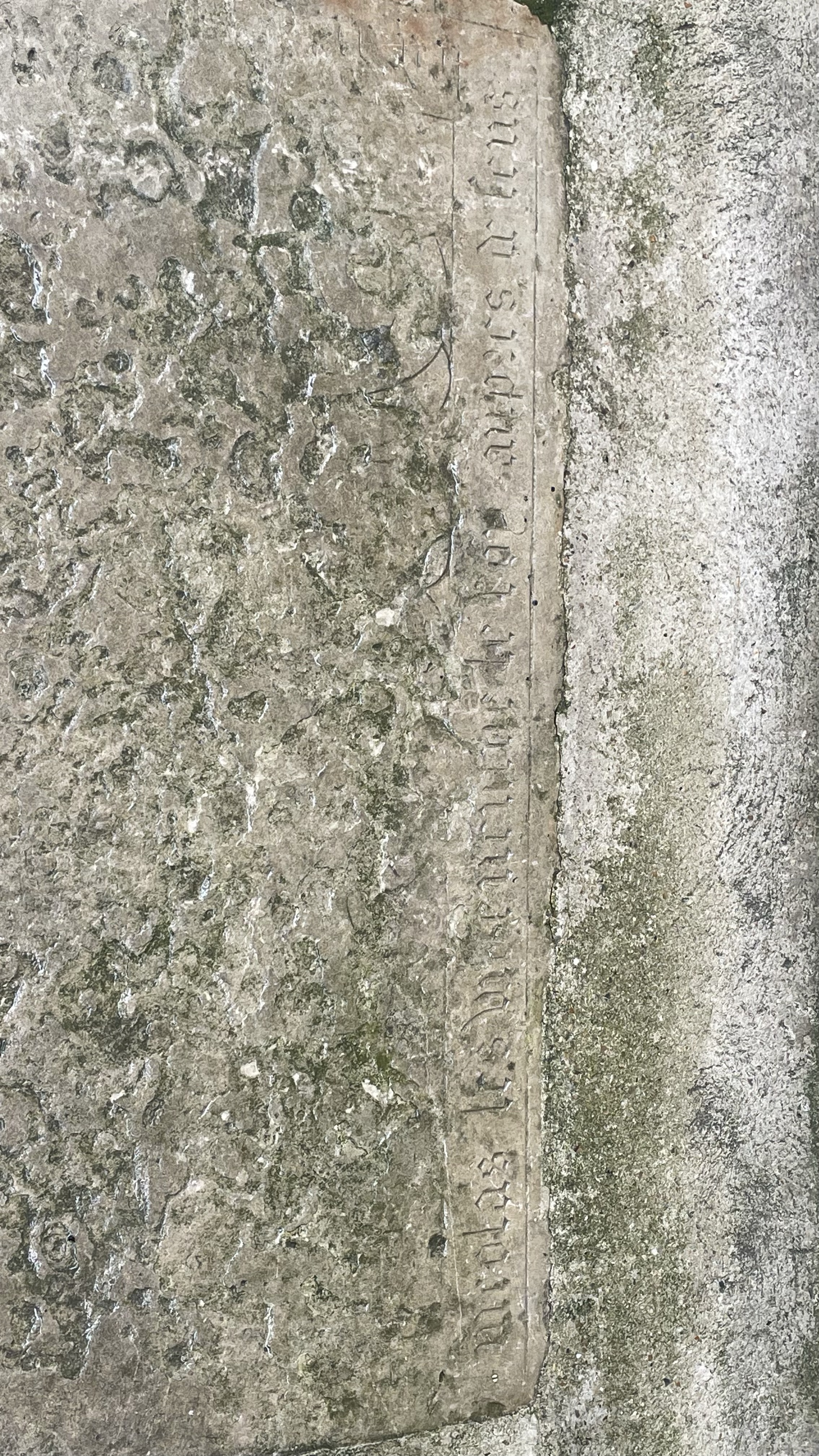
Inscription sur une dalle funéraire (détail).
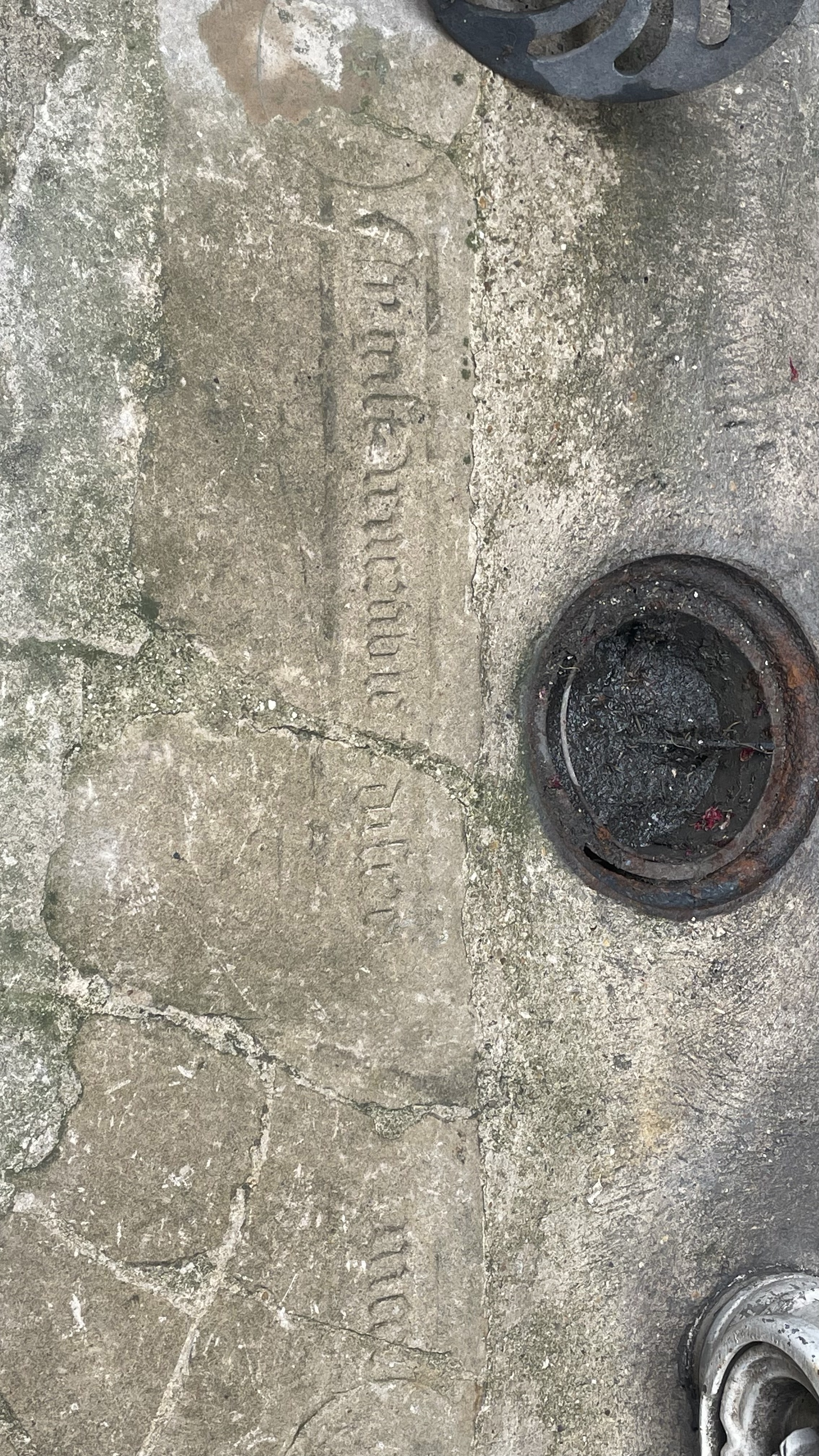
Inscription sur une dalle funéraire (détail).

### Autres
Le poète Joachim du Bellay est mort le 1er janvier 1560 dans une maison qui se trouvait à l'angle des rues Chanoinesse et Massillon.
|                                                                     |  |  |
| À gauche, le bâtiment actuel et, à droite, la plaque commémorative. |  |  |

### Dans la littérature
Dans le roman Blèche (1928), de Pierre Drieu la Rochelle, Blaquans habite rue Chanoinesse.
Dans le roman d'Honoré de Balzac L'Envers de l'histoire contemporaine (1848), le héros, Godefroy, est logé chez madame de la Chanterie, rue Chanoinesse. « Un marchand de meubles, qui était un peu tapissier et principalement loueur d’appartements garnis, donna trois mille francs environ de tout ce que Godefroid voulait vendre, en le lui laissant encore pendant les quelques jours nécessaires à l’arrangement de l’horrible appartement de la rue Chanoinesse, où ce malade d’esprit se rendit promptement. »

### Fait divers au Moyen Âge
La « légende du barbier et du pâtissier sanguinaires » est parfois improprement située dans cette rue, alors que les supposés faits se seraient déroulés sur la rue des Marmousets, au coin de la rue des Deux-Ermites, dans sa section disparue à la suite de la construction de l'Hôtel-Dieu à partir de 1866.